# Toussaint Rose
Toussaint Rose (3 de septiembre de 1611 - 6 de enero de 1701) fue un magistrado y académico francés nacido en Provins y fallecido en París. Fue secretario de Jules Mazarin y después de Luis XIV. Más tarde fue elegido miembro de la Academia Francesa en 1675 para el asiento número 2.

## Datos biográficos
Como "secretario de la pluma" fue encargado de firmar en el nombre del rey Luis XIV toda suerte de documentos oficiales. 
Imitaba tan bien la firma del rey que se llegó a dudar de algunos autógrafos (originales) del soberano. Fue nombrado presidente de la Cámara de Cuentas de París en 1661. 
Fue gracias a su intervención ante el rey que se dio el edicto de 1667, en virtud del cual la Academia Francesa fue interlocutor válido de las cortes superiores. Fue seguramente la razón por la cual él mismo fue elegido a la Academia, ya que no había publicado nada cuando fue admitido en diciembre de 1675 en reemplazo de Valentin Conrart. Fue uno de los seis primeros académicos admitidos a la corte real.
El duque de Saint-Simon, en sus Memorias refiere varias anécdotas sobre Rose.
Se casó con Madeleine de Villiers, hija de Claude de Villiers, abogado del parlamento de París. El yerno de su hijo Louis, Antoine Portail también fue, sin títulos literarios importantes, miembro de la Academia Francesa.

## Iconografía
El retrato al óleo de Toussaint Rose pintado por François de Troy, es parte de la colección del Museo Carnavalet se encuentra en el  castillo de Versalles.